# About Last Night... (South Park)
About Last Night… is de twaalfde episode van het 12de seizoen van de animatieserie South Park. De episode was het eerst uitgezonden op woensdag 5 november 2008, nauwelijks een dag nadat Barack Obama tot president was gekozen. De episode is ook een parodie op kraakfilms, waaronder Ocean's Eleven.

## Plot
De speeches van Barack Obama (Trey Parker) en John McCain (Matt Stone) worden door de fans van Obama en McCain uit South Park in twee verschillende huizen bekeken. De fans van Obama kijken de speech van Obama in het huis van Randy Marsh. De fans zijn onder andere de Marshes, de Broflovski's (behalve Ike die een McCain fan is), de Blacks en de Tuckers. De fans van McCain kijken de speech van McCain in het huis van Stephen en Linda Stotch. Die fans zijn onder andere de Stotches, Mr. Garrison, schooldirecteur Victoria en Mr. Mackey. Het lijkt duidelijk dat Obama zal winnen, wat ook gebeurt.
De McCain fans beschouwen de overwinning van Obama als het einde van de wereld. Ike wil zelfmoord plegen door uit een raam te springen. De val overleeft hij maar hij raakt gewond. Stan Marsh en Kyle Broflovski proberen Ike naar het ziekenhuis brengen. De overige fans van McCain bouwen onder leiding van Chris Stotch een ark, die ze van het einde van wereld zal redden.
De fans van Obama vieren feest in de straten en het gaat er steeds wilder aan toe. Randy scheldt zijn baas uit, terwijl zijn baas ook een Obama fan is. Stan en Kyle proberen iemand te vinden die Ike naar een ziekenhuis kan brengen. Iedereen heeft het te druk met feesten om naar Stan en Kyle te luisteren. Ze gaan naar de McCain fans, die zich in de ark verstopt hebben. Ze vertellen de jongens dat er geen ziekenhuis meer zal zijn nu Obama president is. De jongens lopen zelf naar het ziekenhuis. Er zijn maar twee dokters: eentje is ergens aan het feestvieren en de andere heeft zich opgehangen.
Ondertussen blijkt dat Obama en McCain alles hebben bedacht en dat het allemaal een geheim plan was met het doel de Hope Diamant vanuit een tunnel in het Oval Office in het Witte Huis te stelen. Bij het team hoorden ook Michelle Obama, die haar huwelijk met Barack in scène had gezet en Sarah Palin. Wanneer het plan volbracht is wordt het vliegtuig waarin poppen van Barack en Michelle Obama, Palin en McCain zitten opgeblazen. Het vliegtuig staat vlak bij het ziekenhuis in South Park. Het opblazen wordt door Ike gedaan, die zijn zelfmoord in scène had gezet zodat hij in het ziekenhuis zou zitten dat naast het vliegtuig staan. Ike werkt voor Obama en McCain.
De volgende dag, wanneer McCains en Obama's team vermomd een vliegtuig willen nemen, besluit Obama dat hij niet met ze mee wil gaan. Hij en Michelle besluiten te zeggen dat ze de vlucht die opgeblazen was niet genomen hebben en "dit president ding een kans te geven."
Op het einde van de episode, komen de McCain fans uit hun ark en zien dat alles nog hetzelfde is. Ze besluiten President Obama een kans te geven. Echter, Randy wordt na het feesten wakker en hij is ontslagen en zijn tv is gestolen. Hij geeft Obama de schuld en zegt dat hij had moeten stemmen voor McCain.